# Aleksandr Rakhmanov
Aleksandr Rakhmanov (28 d'agost de 1989) és un jugador d'escacs rus que té el títol de Gran Mestre Internacional des del 2007.
A la llista d'Elo de la FIDE de desembre de 2021, hi tenia un Elo de 2640 punts, cosa que en feia el jugador número 24 (en actiu) de Rússia. El seu màxim Elo va ser de 2654 punts, a la llista del maig de 2016 (posició 104 al rànquing mundial).

## Resultats destacats en competició
El 2007 fou tercer al campionat d'Europa Sub-18 i també tercer al campionat del món Sub-18. El 2008 fou campió de l'Obert de Paleochora i de l'Obert d'Heraklio. El 2009 fou segon del Festival d'escacs d'Abu Dhabi. El 2010 fou primer en el desempat a l'Obert Voronezh Masters amb 7 punst de 9, primer a l'Obert Eltodo de partides ràpides jugat a Txèquia, i tercer a l'Obert la Pobla de Lillet (el campió fou Petr Velička). L'agost de 2012 fou segon de l'Obert de Sants (el campió fou Grzegorz Gajewski). El 2013 fou campió de l'Obert de Dubai amb 7½ punts de 9.
El juny del 2014 fou campió de l'Obert de Bòsnia amb 7 punts de 9, mig punt per davant del GM Matej Šebenik. El març del 2015 fou campió de Districte Federal del Nord-oest (Rússia).
El maig del 2016 fou 2-8è (tercer en el desempat) del V Obert Internacionat de Llucmajor amb 7 punts (el campió fou Julio Granda).